# Homme des tourbières

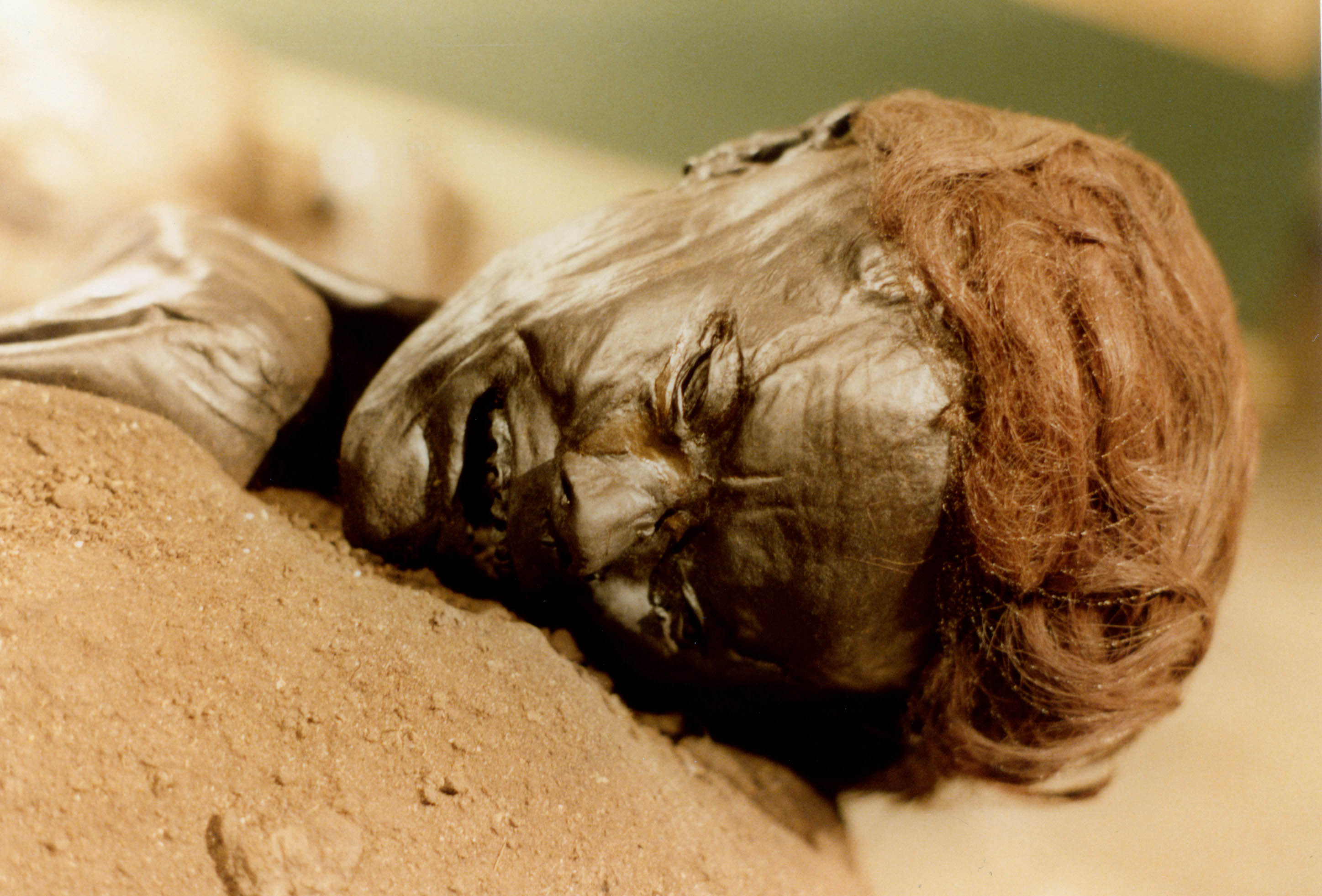
L'homme de Grauballe, au musée de Moesgaard (Danemark).

Homme des tourbières est le nom donné aux restes momifiés d'êtres humains d'âges et d'époques variés (du Néolithique au Moyen Âge, avec une forte proportion d'individus de l'Âge du fer), qui ont été conservés dans des tourbières du nord de l'Europe (Scandinavie, îles Britanniques notamment). À la différence de la plupart des cadavres aussi anciens, par suite de conditions particulières de conservation, les cadavres des tourbières présentent des échantillons de peau et d'organes internes très bien conservés. Sous certaines conditions, l'acidité de l'eau, le froid et l'absence d'oxygène concourent en effet à dessécher et tanner naturellement la peau des cadavres. Le squelette, en revanche, est rarement intact, car l'acidité de la tourbe dissout le phosphate de calcium qui forme l’armature des os.
Les hommes des tourbières constituent des vestiges d'un très grand intérêt pour l'archéologie. Certains détails anatomiques ou morphologiques ont été préservés sur ces corps, comme les tatouages ou les empreintes digitales. Le médecin légiste danois C.H. Vogelius Andersen fut même surpris de constater que les empreintes digitales de l'homme de Grauballe étaient plus nettes que les siennes. Autres exemples, la barbe et les traits de l'homme de Tollund sont particulièrement bien conservés, ainsi que la coiffure de celui de Clonycavan.

## Données chronologiques
Plus d'un millier de corps ont été extraits des tourbières d'Europe du Nord, dont beaucoup datent de l'Âge du fer. La plus vieille momie des tourbières, l'homme de Koelbjerg, découverte sur l'île de Fionie, a été datée de 8000 av. J.-C. et remonte donc au début du Mésolithique. La momie la plus récente est celle d'une Irlandaise du XVIe siècle qui a dû être ensevelie en terre non consacrée parce qu'elle s'était suicidée. Les plus anciens cadavres celtes remontent au IVe siècle av. J.-C.
Des restes momifiés d'hommes et d'animaux ont été trouvés dans des tourbières en Grande-Bretagne, en Irlande, en Allemagne du Nord, aux Pays-Bas (Drenthe, Zélande), au Danemark (Jutland) et en Suède méridionale. Les premières mentions de trouvailles de ce genre remontent au XVIIIe siècle (momie de Kibbelgaarn aux Pays-Bas, en 1791). Le premier corps retrouvé dans une tourbière et photographié remonte à 1898. La découverte a eu lieu à Nederfrederiksmose (Danemark).
Il est impossible de dire d'emblée, lorsqu'on découvre un tel cadavre, s'il a été enseveli il y a une décennie, un siècle ou quelques millénaires : ce sont les progrès accomplis par la médecine légale au cours du XXe siècle (notamment la radiodatation, les CT-scans, les images en 3D) qui ont permis d'en savoir davantage sur l'époque où vivaient ces hommes, sur l'âge au moment de leur décès, etc. Les biologistes ont pu étudier les fragments de peau, reconstituer les traits du visage ou déterminer les derniers aliments absorbés avant la mort en analysant le contenu de l'estomac. La denture permet également de déterminer l'âge approximatif du mort et son régime alimentaire.

## Circonstances du décès
Beaucoup d'hommes des tourbières semblent avoir été exécutés, de façons d'ailleurs fort différentes : poignardés, égorgés, matraqués ou pendus. Les seins de l'homme de Croghan, par exemple, ont été tranchés. Les cadavres ont parfois été décapités, puis jetés de propos délibéré dans la tourbière, et enfoncés sous la vase à l'aide d'une perche, de fascines de saule ou de baguettes de noisetier.
Les Germains, et bien d'autres peuples de l'Antiquité, pratiquaient souvent leurs sacrifices dans les marécages, d'où la sémantique attachée à ces lieux, marqués comme passages entre le monde des vivants et le monde des morts. L’écrivain latin Tacite rapporte également qu'ils exécutaient les lâches, les fuyards et ceux qui manquaient d’ardeur au combat en les précipitant dans un marécage : « Proditores et transfugas arboribus suspendunt, ignavos et imbelles et corpore infames cæno ac palude, injecta insuper crate, mergunt.. » (« Ils pendent les traîtres et les fuyards aux arbres, et noient les lâches, les infirmes et ceux qui refusent de se battre dans la fange et les marais, en les couvrant de branchages. »).

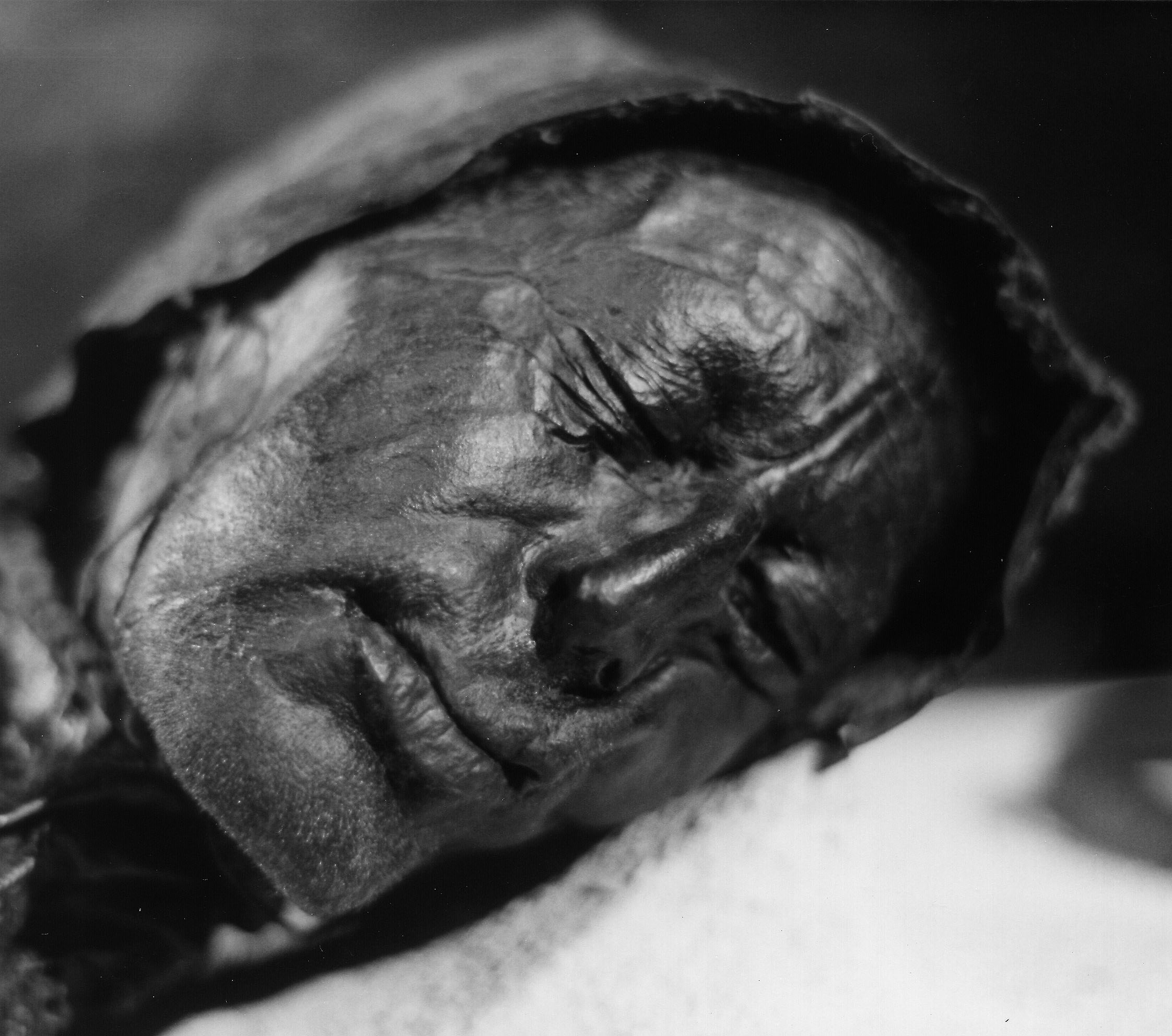
Homme de Tollund.

Si les résultats des expertises médico-légales ne permettent pas toujours de déterminer s’il s’agissait d’une exécution consécutive à un crime commis par la victime ou d'un sacrifice religieux, les signes victimaires : difformité, malformation, boiterie, étrangeté, très souvent associés aux corps retrouvés, orientent dans ces cas-là dans le sens d'une mort sacrificielle. Certains cadavres, comme celui de l’homme de Tollund (Danemark) ou l'homme de Lindow (Angleterre), ont été retrouvés avec la corde qui a servi à les étrangler. D'autres, comme la fille d'Yde aux Pays-Bas et les momies d'Irlande, avaient les cheveux coupés très courts sur une partie du crâne. Les hommes des tourbières appartenaient majoritairement à la classe aisée : leurs ongles sont soignés et les tests effectués sur les protéines cutanées révèlent une alimentation abondante. Nous savons par le géographe Strabon que les Celtes pratiquaient la divination sur les entrailles des hommes sacrifiés : en effet, on relève sur certains corps (par exemple l'un des hommes de Weerdinge retrouvés aux Pays-Bas dans la province méridionale de Drenthe), que les entrailles ont été extraites en partie par des incisions.
Toutefois, comme le suggère un article du National Geographic, il est possible que, dans certains cas, les blessures n'aient pas été infligées par d'autres hommes, mais résultent simplement de la pression exercée par la tourbe : cela expliquerait les nombreux cas où les os semblent avoir été écrasés. Sous réserve que la tourbe soit capable d'exercer une pression conséquente, étant donné qu'une tourbière résulte du comblement d'une zone lacustre, qu'elle est un milieu intermédiaire et toujours relativement récent, et que la densité de la tourbe est particulièrement faible.
Une étude menée à partir de 2003 (National Museum of Ireland's Bog bodies Research Project) et qui s'est concentrée sur plusieurs momies, dont celle de Croghan et celle de Clonycavan, a proposé de voir dans ces morts la trace de rituels de royauté. Certaines gravures sur bois retrouvées près des défunts (à Ralaghan et Corlea notamment) ont été identifiées comme des marqueurs de frontière. Un récipient de bois contenait également du beurre de tourbière (à Rosberry). Ces objets semblent avoir été utilisés à l'occasion de l'intronisation d'un nouveau roi et les corps auraient été déposés dans des zones marquant la frontière du domaine royal.

## Conséquences pour l'archéologie

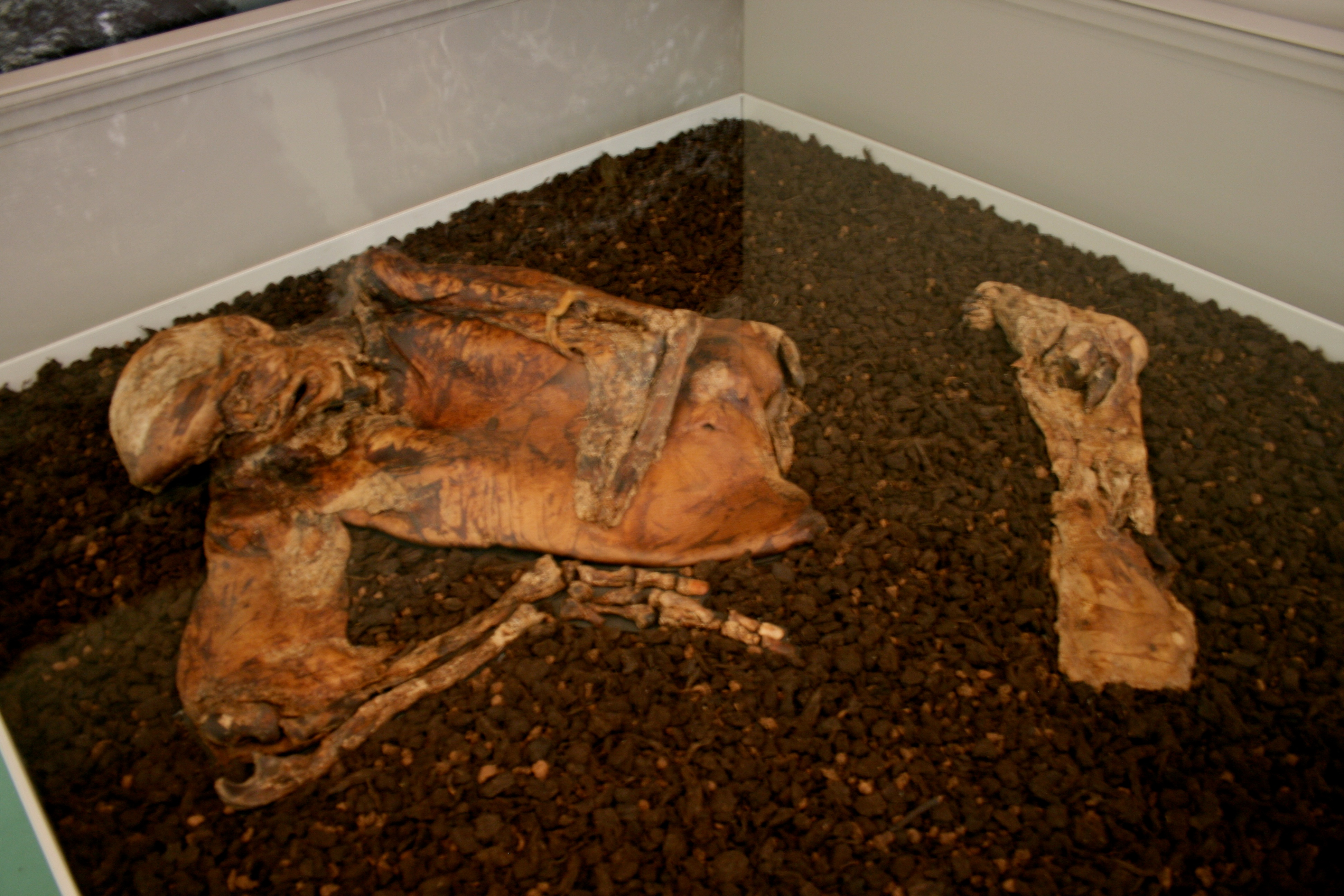
L'homme de Lindow.

Dans le cas des « momies » de Cladh Hallan, les immersions dans la tourbe ont pu être interprétées comme une technique primitive d'embaumement pour les nobles.
Aujourd'hui, les rayons X sont une étape préliminaire importante pour l'examen des hommes des tourbières, car ils permettent de dessiner la forme de la momie intacte au sein de la gangue de tourbe. On peut alors dégager le corps sans risque de l'endommager par un creusement hâtif. La datation par le carbone 14 est très fréquemment utilisée, car elle permet de situer chronologiquement la période d'enfouissement. Pour ce qui est des causes du décès, dans un grand nombre de cas, on constate qu'il s'agit d'une mort violente voire d'une exécution. L'homme de Tollund, par exemple, avait un lacet serré autour du cou et l'homme de Windeby I a été repoussé au milieu du marécage à l'aide d'une perche.
Comme la tourbe préserve les tissus mous, le contenu de l'estomac peut presque toujours être analysé. On peut ainsi connaître précisément le régime alimentaire de ces populations. La reconstruction faciale donne aussi des résultats impressionnants ; conçue à l'origine pour identifier les victimes de crimes contemporains, cette technique permet de reconstituer les traits du visage à partir de la forme du crâne et de l'âge de la victime au moment du décès. Ainsi, Richard Neave de l'université de Manchester a pu reconstituer en 1993 le visage de la fille d'Yde, à partir de tomographies du crâne. Cette momie et sa reconstruction faciale sont exposées au musée de Drenthe à Assen. On a pu également reconstituer le visage de l'homme de Lindow (British Museum à Londres), et de Windeby I (Archäologisches Landesmuseum, Schleswig, Allemagne).

## Momies célèbres
Les dates indiquées ont été obtenues par datation par le carbone 14.
- Homme de Baronstown West, entre 388 et 242 av. J.-C., découvert à Baronstown, en Irlande.
- Homme de Bocksten, entre 1250 et 1520, découvert dans une tourbière à Varberg, en Suède.
- Momies de Cladh Hallan, en Écosse.
- Homme de Clonycavan, entre 392 et 201 av. J.-C., découvert en 2003, en Irlande.
- Homme de Gallagh, entre 400 et 200 av. J.-C.
- Homme de Grauballe, daté du IIIe siècle av. J.-C., découvert en 1952 dans la tourbière de Nebelgård Mose, dans la péninsule du Jutland, au Danemark.
- Femme d'Haraldskær, datée du Ve siècle av. J.-C., découverte en 1835 dans une tourbière du Jutland, au Danemark.
- Homme de Koelbjerg, daté vers 8000 av. J.-C., découvert sur l'ile de Fionie, au Danemark.
- Homme de Lindow (Angleterre), entre -2 et +119.
- Homme de Croghan, entre 362 et 175 av. J.-C.
- Homme de Tollund, IIIe et IIe siècles av. J.-C.
- Femme d'Elling, vers 180 av. J.-C.
- Fille d'Yde, datée entre 170 av. J.-C. et 230 apr. J.-C., découverte le 12 mai 1897, dans la tourbière de Stijfveen, près du village d'Yde, aux Pays-Bas.
- Homme d'Osterby, daté entre 75 et 130, découvert en 1948, dans la tourbière d’Osterby, près de Rendsburg-Eckernförde, dans le Schleswig-Holstein, en Allemagne.
- Enfant de Windeby I (de), entre 41 et 118 av. J.-C., découvert en 1952, dans la tourbière de Windeby, près d'Eckernförde, dans le Schleswig-Holstein, en Allemagne.
- Homme de Dätgen, daté entre 135 et 185, découvert en 1959, dans la tourbière de Dätgen, près de Rendsburg-Eckernförde, dans le Schleswig-Holstein, en Allemagne[Note 6],[6].
- Homme de Cashel, 2000 av. J.-C., découvert en août 2011, dans la tourbière de Cashel, dans le comté de Laois, en Irlande[7],[8].

Hommes des tourbières
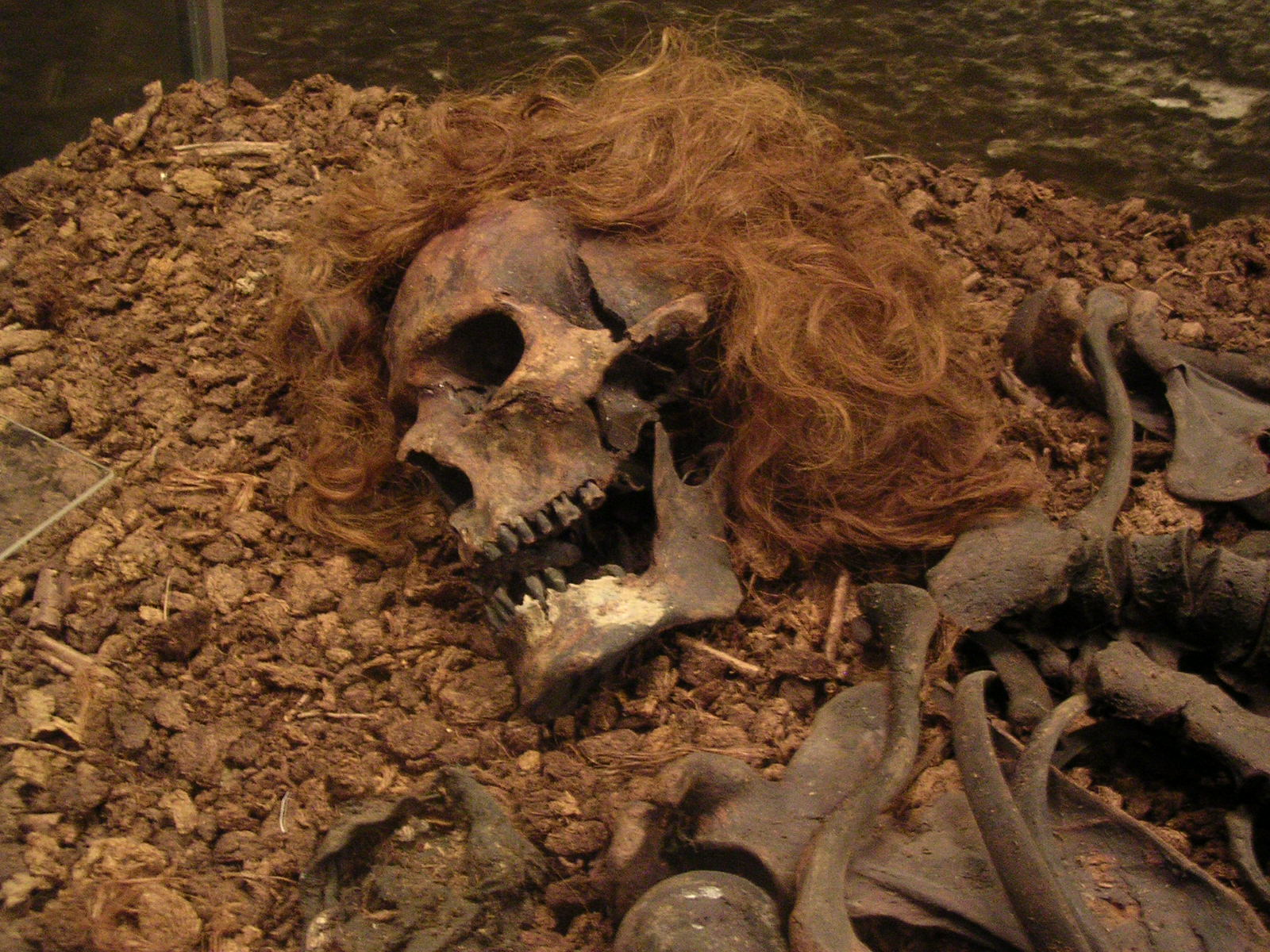
Homme de Bocksten, Suède.
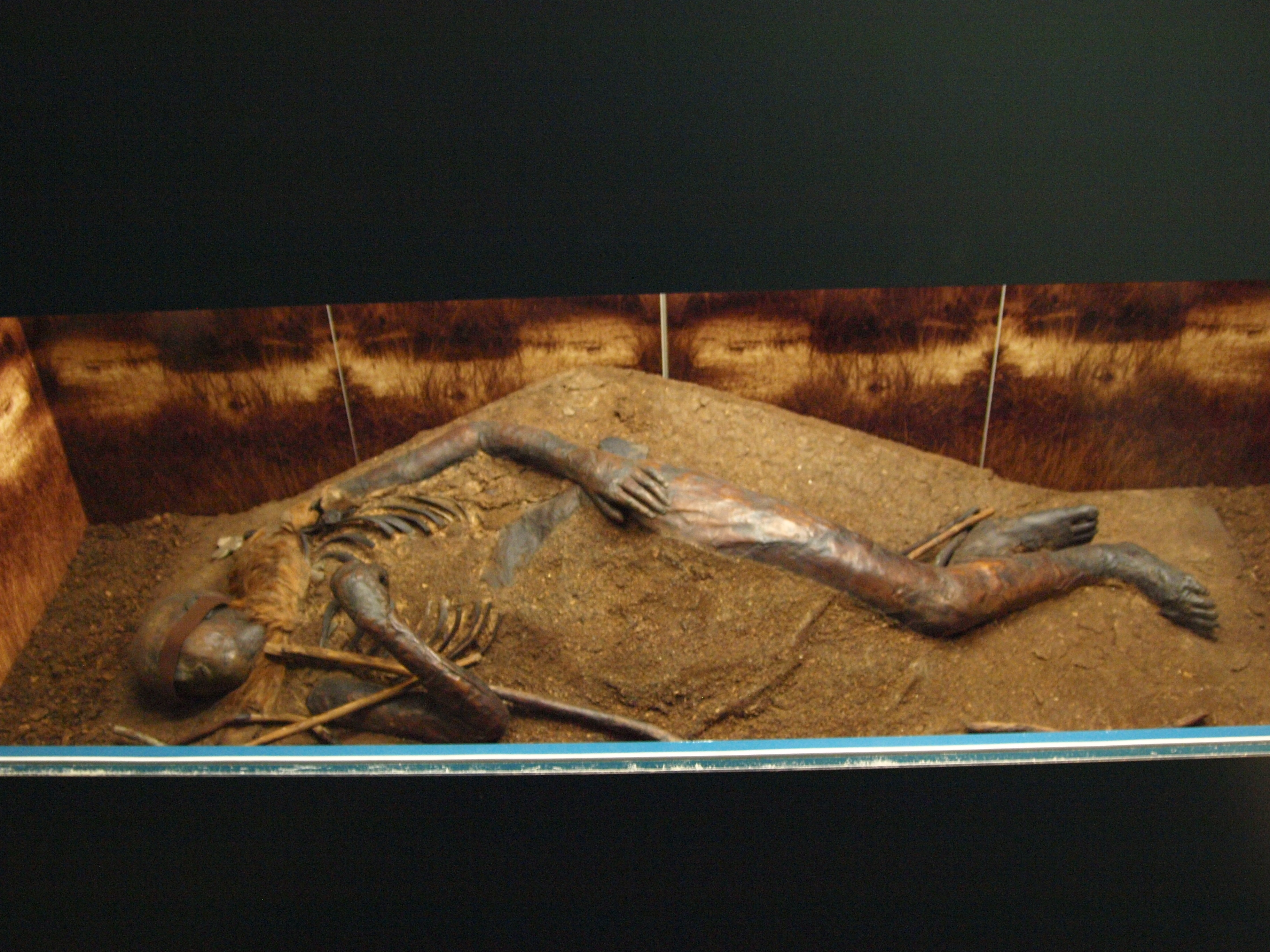
Enfant de Windeby, Allemagne.
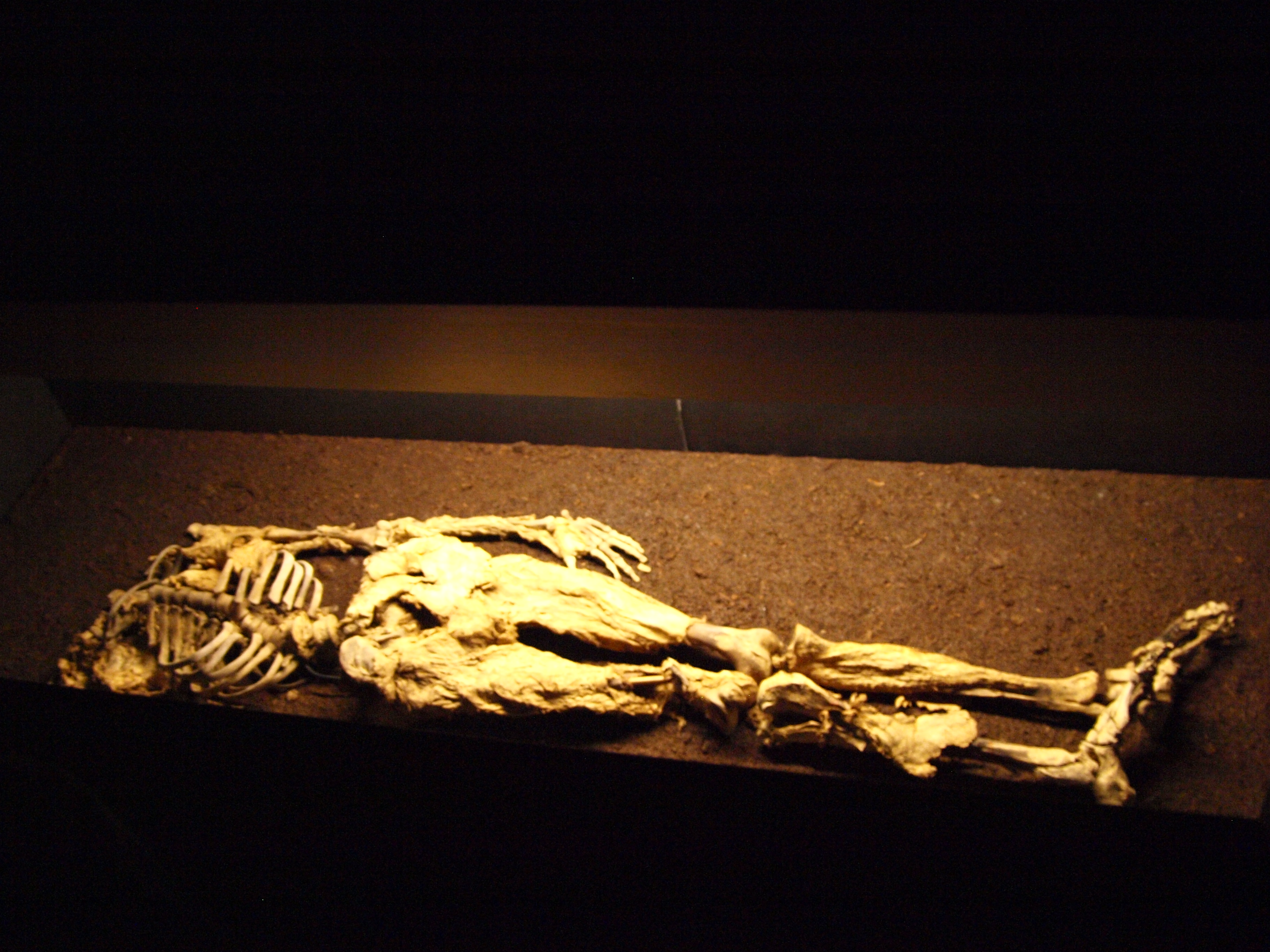
Homme de Dätgen, Allemagne.
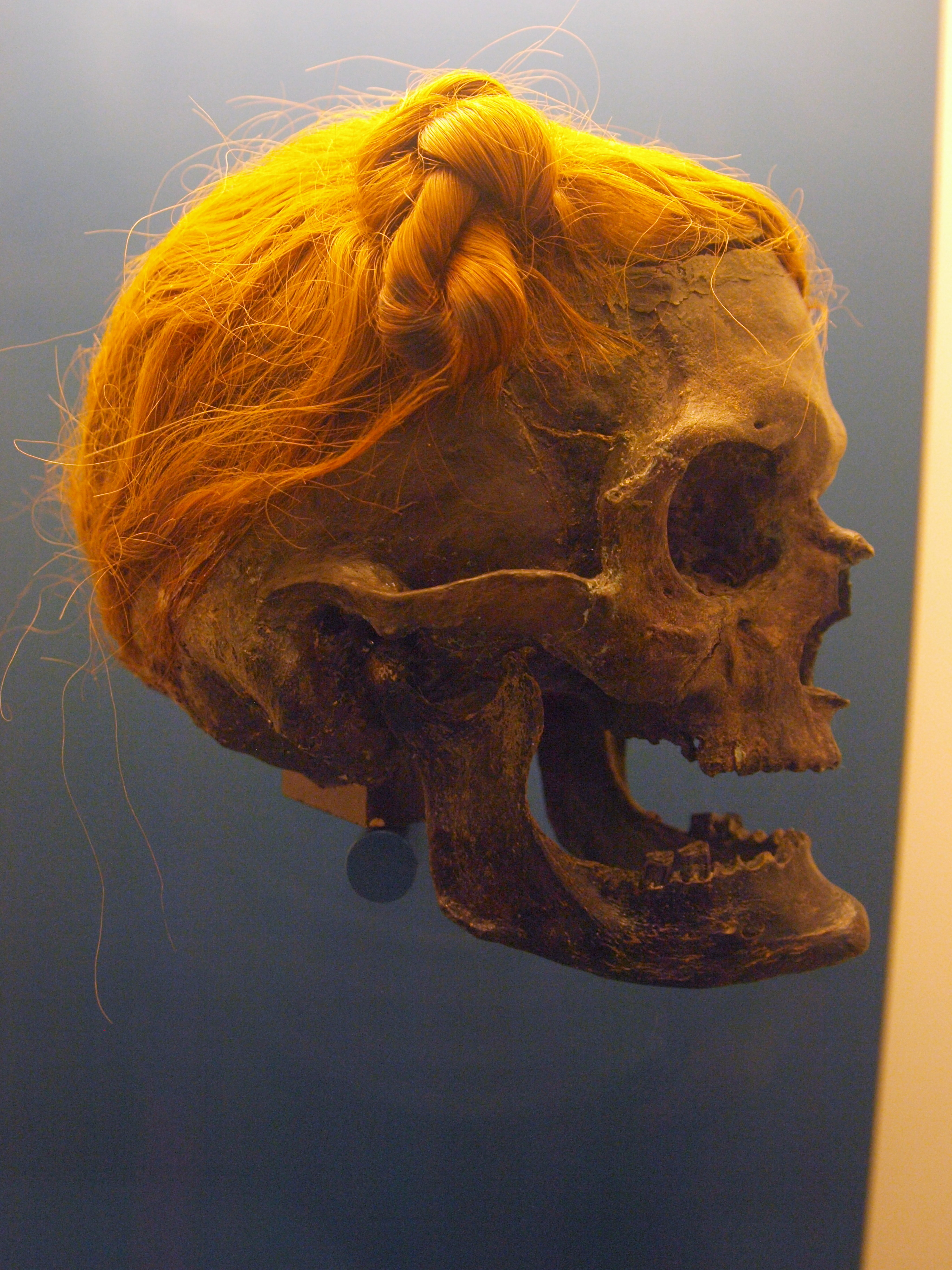
Crâne d'Osterby, Allemagne.
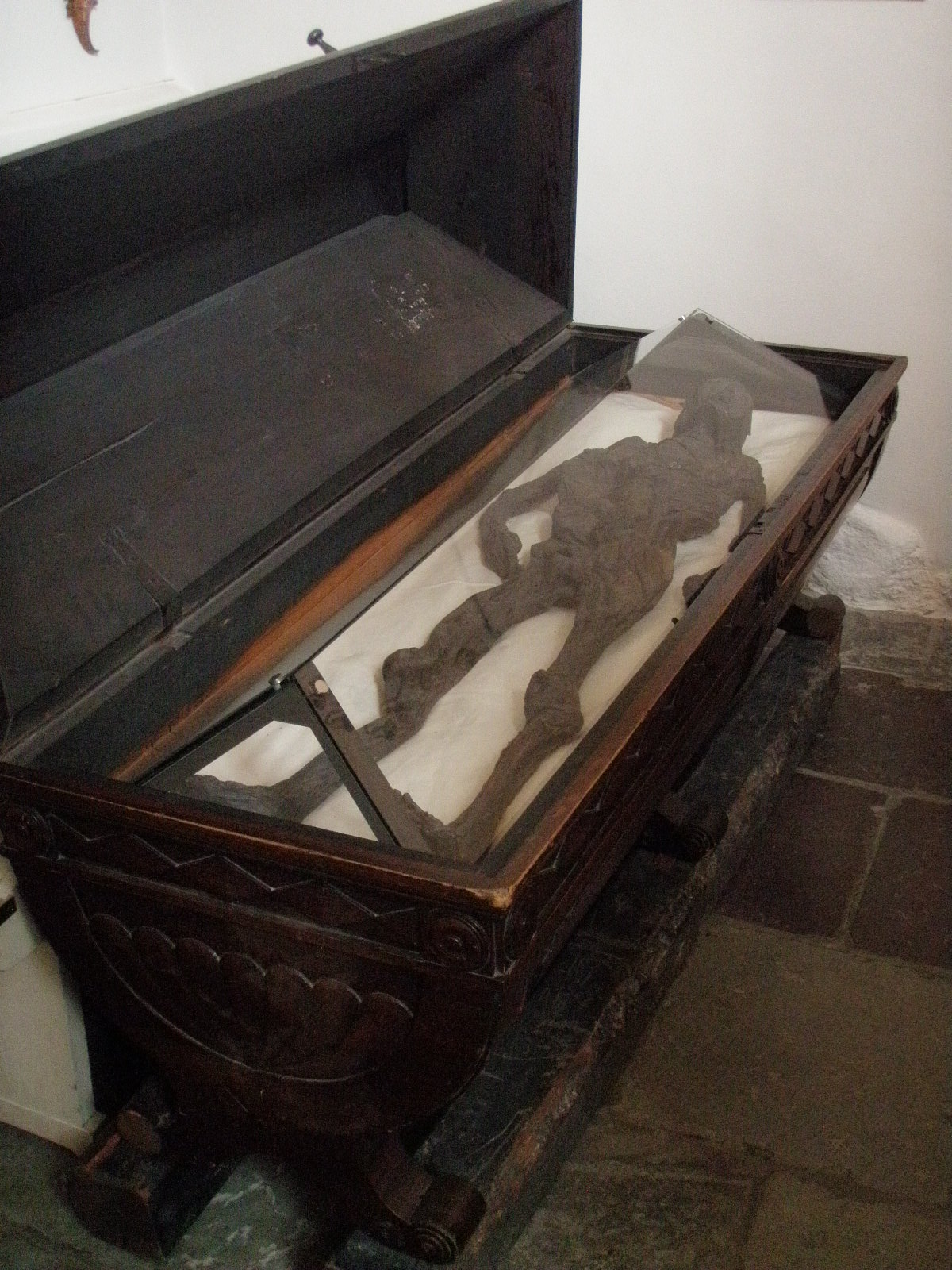
Femme d'Haraldskær, Danemark.

Les découvertes de corps momifiés sont relativement fréquentes, surtout dans les pays exploitant la tourbe. La dernière vague de découvertes a coïncidé avec la situation de pénurie énergétique après la fin de la Seconde Guerre mondiale, quand l’extraction de la tourbe a repris avec des moyens de fortune. De nos jours, les quelques découvertes mises au jour sont le fait de moyens mécaniques d'extraction, qui dégradent beaucoup les corps retrouvés.